# Olaria (Minas Gerais)
Olaria é um município brasileiro do estado de Minas Gerais. Sua população em 2022 era de 1 945 habitantes. A característica mais marcante do Município é o setor saúde que é exemplo para toda região. O município é servido pelas rodovias BR-267 e AMG-3035.